# Thoracantha
Thoracantha is een geslacht van vliesvleugeligen uit de familie Eucharitidae. De wetenschappelijke naam van dit geslacht is voor het eerst geldig gepubliceerd in 1825 door Latreille.

## Soorten
Het geslacht Thoracantha omvat de volgende soorten:
- Thoracantha anchura Walker, 1846
- Thoracantha spegazzinii (Gemignani, 1933)
- Thoracantha striata Perty, 1833